# Haláčovce
Haláčovce (in ungherese: Halács) è un comune della Slovacchia facente parte del distretto di Bánovce nad Bebravou, nella regione di Trenčín.